# Supercoppa Primavera 2004
La Supercoppa Primavera 2004, edizione inaugurale della competizione, si è disputata domenica 5 settembre 2004 a Lecce. Parteciparono il Lecce, detentore dello scudetto, e la Juventus, vincitrice in Coppa Italia: i salentini vinsero ai tiri di rigore, dopo il 2-2 dei tempi supplementari.

## Tabellino
| Arbitro: | Tozzi (Ostia Lido) |

|                              |                      |                                 |
| Mattioli 45+1’ Pellè 68’     | Marcatori            | 20’ Clemente 74’ Volpato        |
| Giorgetti Rodia Pellé Camisa | Tiri di rigore 4 – 2 | Criscito Volpe Luci Bentivoglio |

| Lecce | Juventus |